# Syngonosaurus
Syngonosaurus (лат.) — вымерший род динозавров-орнитопод, окаменелые остатки которого были найдены в отложениях раннего мелового периода на территории Великобритании. Типовой вид, S. macrocercus, был описан британским палеонтологом Гарри Сили в 1879 году.

## Открытие и наименование

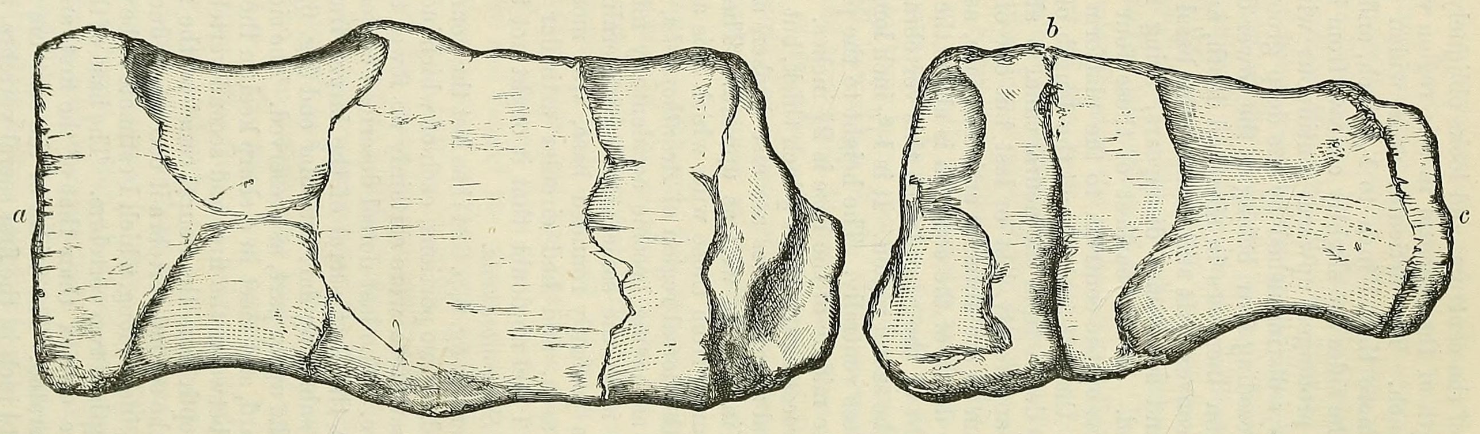
Крестец A. macrocercus

В 1869 году Гарри Говир Сили назвал несколько новых видов Acanthopholis на основе останков из Кембриджского зелёного песчаника, в том числе A. macrocercus (на основе образцов CAMSM B55570-55609).
В 1879 году Сили выделил отдельный род Syngonosaurus на основе части типового материала Acanthopholis macrocercus.
В 1999 году Pereda-Superbiola и Barrett проанализировали весь материал, отнесённый к роду Acanthopholis. Они пришли к выводу, что все виды являлись nomina dubia, синтипы которых представляли собой комбинации недиагностичных останков различных птицетазовых динозавров (в т. ч. анкилозавров), включая Syngonosaurus.
Syngonosaurus был вновь отнесён к роду Acanthopholis в 1999 году, а затем заново восстановлен в 2020 году, когда Syngonosaurus и Eucercosaurus были реклассифицированы как базальные игуанодонты.

## Классификация
Syngonosaurus рассматривался как анкилозавр в обзоре инфраотряда 2001 года и в обзоре всей клады динозавров 2004 года. В работе 2020 года Barrett и Bonsor отнесли род к к игуанодонтам.